# 日債銀事件
日債銀事件（にっさいぎんじけん）とは、日本債券信用銀行のバブル崩壊による破綻の責任をめぐって、実際の見積額より少なくしたとして、元会長ら経営陣三名が起訴された事件である。他に日債銀粉飾事件、旧日債銀事件とも呼ばれる。バブル崩壊による粉飾決算事件で経営陣の責任が問われた裁判では最後に残ったもので、一番長期化していた。

## 概要
この事件は、日債銀の元会長の窪田弘、元頭取の東郷重興、元副頭取の岩城忠男ら旧経営陣ら三名が日本債券信用銀行（現在のあおぞら銀行）において旧証券取引法違反の容疑で1997年に逮捕、起訴された事件である。大蔵省（現在の財務省）が1997年7月に不良債権に関する決算経理基準を改正し、貸出先の実態に応じた査定の厳格化を求めたにもかかわらず1998年3月期決算について、新基準に従った不良債権処理を行わず、損失を約1592億円少なく算定した有価証券報告書を提出したことに対する違法性を問うものだった。

## 裁判経過
公判では当時新基準での会計をしなかったことの違法性が争われた。2004年5月、一審・東京地裁は旧経営陣3名に対して執行猶予付きの有罪判決を下した。窪田元会長は懲役1年4月執行猶予3年で東郷重興元頭取、岩城忠男元副頭取両人は懲役1年執行猶予3年を言い渡した。判決では会計に置いて新基準で行わなかったことの違法性が認定された。弁護側はこの判決に対して控訴したが、2007年3月に二審・東京高裁も窪田元会長ら旧経営陣三名に有罪判決を言い渡した。
日債銀事件の最高裁判決が出る前にこの事件の構図と似た長銀事件が最高裁で逆転無罪判決が出たことから、日債銀事件でも何かしら判断に影響があると予想される中で最高裁は2009年12月に二審判決を破棄した。判決では当時は金融の過渡期であり、旧基準による会計をしても違法性を問えないとしたが、融資先が親会社として支援する責任がある関連ノンバンクだった長銀事件と異なり、日債銀事件では独立系ノンバンクなどが融資先であったため、旧基準に従って評価した場合に独立系ノンバンクなどへの貸出金を回収不能や無価値とすべきかについて審理する必要があるとして高裁に差し戻した。
差し戻しとなった二審では前述の通り、会計の旧基準での査定でも回収できなかったかどうかが問われた。2011年8月30日、東京高裁は無罪判決を下した。飯田喜信裁判長は検察が違法とした査定について経営判断として許されると認定した。検察はこの判決に対して再上告を断念。無罪判決が確定。